# Diplopodocoptes transkeiensis
Diplopodocoptes transkeiensis (лат.) — вид панцирных клещей (Oribatida), единственный в составе рода Diplopodocoptes из семейства Canestriniidae отряда Саркоптиформные клещи. Африка: Кения и ЮАР.

## Описание
Мелкие клещи (длина идиосомы самки 648 мкм, ширина 460 мкм, другие самки и самец меньше). От близких групп отличаются следующими признаками: большое развитие гнатосомальных мембран, выступающих на вентральной поверхности гнатосомы, своеобразная форма амбулакрума без истинного коготка, отсутствие волосков ve; у самца необычная форма задней конечности с двумя длинными латеральными выступами, наличие аданальной и тарзальной присосок. Ассоциированы с многоножками из семейств сверташки (Glomeridae) и Odontopygidae (Diplopoda).

## Классификация
Вид был впервые описан в 1987 году бельгийским акарологом и паразитологом Алексом Фейном (1912–2009) и выделен в отдельный род Diplopodocoptes в составе Canestriniidae. Семейство включают в надсемейство Canestrinioidea.